# Salah Hassan
Salah Hassan (Juba, 1964) è uno scrittore, critico d'arte e curatore sudanese e statunitense. Vive negli Stati Uniti.
Salah Hassan è uno dei più noti critici e curatori d'arte contemporanea africana. Il suo lavoro si è in particolare concentrato sulla produzione artistica sudanese, di cui è uno dei principali studiosi. Le sue esposizioni hanno dato spazio in particolare ai protagonisti dell'arte del Sudan e della diaspora africana, con riguardo per la produzione di artisti donne. 
È direttore del dipartimento di storia dell'arte e professore di storia dell'arte e cultura visiva dell'Africa e della diaspora Africana all'interno del dipartimento di Studi Africani (Africana Studies) della Cornell University. È fondatore insieme a Olu Oguibe e Okwui Enwezor della rivista "NKA: Journal of Contemporary African Art" della quale è direttore. 

## Biografia
Salah M. Hassan nasce a Juba nella provincia Equabria del Sudan occidentale nel 1964. Si diploma nel 1978 all'Università di Khartoum. Si trasferisce poi negli Stati Uniti dove consegue il master nel 1984 e il dottorato di ricerca presso l'Università della Pennsylvania. Salah Hassan riceve nel 1992 e 1993 una borsa di ricerca in storia dell'arte dalla J. Paul Getty Foundation e nel 1995 il premio dalla Toyota Foundation.
Nel 1995 è tra i curatori dell'esposizione Seven Stories About Modern Art in Africa diretta da Clémentine Deliss a Londra in occasione di Africa 95 di cui è membro del consiglio esecutivo.
Nel 2000 contribuisce alla creazione del Forum for African Arts che organizza in occasione della Biennale di Dakar dello stesso anno un incontro con il curatore della Biennale di Venezia Harald Szeemann per discutere della partecipazione africana alle grandi esposizioni di arte contemporanea. Nel 2001 è curatore insieme a Olu Oguibe dell'esposizione Authentic/Ex-Centric, evento laterale alla XLIX Esposizione internazionale d'arte di Venezia.
Nel 2001 è co-curatore della mostra Unpacking Europe, organizzata al Museum Boijmans Van Beuningen di Rotterdam in occasione del programma culturale di Rotterdam Capitale culturale d'Europa (2001-2002). La mostra si concentra sui concetti di Europa e identità, mostrando come l'identità europea sia un concetto tutt'altro che chiuso ma ricco di scambi e connessioni, capace di includere identità di origini e orizzonti diversi. 
Nel 2004 organizza in occasione della Biennale di Dakar l'esposizione 3X3 che viene presentata come il padiglione degli Stati Uniti alla Biennale di Dakar.

## Attività
Oltre al lavoro come curatore e critico d'arte, Salah Hassan è docente di storia dell'arte. Insegna alla Cornell University e nei dipartimenti di storia dell'arte della State University di New York a Buffalo e dell'Università della Pennsylvania e nel dipartimento di storia dell'arte e studi generale della Scuola di arte e arti applicate di Khartoum in Sudan.
È consulente di diversi musei, progetti ed esposizioni (tra le quali Ousmane Sow (inaugurata a Dakar nel 1999 e poi portata a Parigi). Tra il 1990 e il 1992 è consulente del The Africa Hall aperta al Field Museum of Natural History di Chicago e del The Nubia Gallery al Royal Ontario Museum di Toronto; dal 1994 di African Voices Project (The National Museum of Natural History, Smithsonian Institution; nel 1996 è consulente del Images of Africa Festival of Arts di Copenaghen. È membro del comitato internazionale di consulenza del Museo di arte contemporanea di Kumamoto in Giappone.
È membro della commissione artistica internazionale della terza Biennale di fotografia di Bamako in Mali nel 1998 e relatore all'interno del simposio internazionale della settima Biennale del Cairo a dicembre 1998. È membro delle associazioni statunitensi The Arts Council of the African Studies Association (ACASA) e College Arts Association (CAA).
È co-curatore del simposio di tre giorni Arts of African Signs in Contemporary African American Art insieme al Cornell Council e con il sostegno del National Endowment for the Arts e nel 2000 della conferenza Visualizing Blackness.

### Esposizioni
- Creative Impulses/ Modern Expressions: Four African Artists (Skunder Boghossiam, Rashid Diab, Mohammed Omar Khalili, Amil Mour), Herbert F. Johnson Museum of Art, Cornell University, 1993. All'interno del Festival of Contemporary African Arts
- The Art of Rashid Diab: A Retrospective 1983-1993, Museum of the National Center of Afro-American Artists, Boston, 04/1994-08/1994. L'esposizione viaggia a Greensboro, NC
- New Vision: Recent Works by Six African Artist, Zora Neale Hurston National Museum of Fine Art, Orlando, Florida, in occasione del convegno della African Studies Association, 1995
- Visions of a Sudanese Diaspora, Prima Biennale di Johannesburg, 28/02-30/04/1995. Partecipa all'interno dell'evento anche alla conferenza BUA! Emergent Voices in the Arts.
- Seven Stories about Modern African Art, Whitechapel Art Gallery di Londra, settembre 1995 (all'interno del programma di mostre Africa 95)
- Gendered Visions: The Art of Contemporary Africana Women Artists, H.F. Johnson Museum, Cornell University, 1996
- Genders and Nations: Artistic Perspectives con Shirin Neshat e Chila Kumari Burman, Herbert F. Johnson Museum of Art, Cornell University, 1998.
- Modernit(ies) and Memor(ies), Biennale di Venezia del 1997
- TransAfrican Art, Orlando Museum of Art, Orlando, Florida, 1997
- Ousmane Sow, Pont des Arts, Parigi, 22/03-22/06/1999
- Self and Other, Apex Art Gallery, New York, in April 2000
- Blackness in Color: Visual Expressions of the Black Arts Movement (1960-Present), H. F. Johnson Museum of Art, Cornell University, 2000 e itinerante
- Authentic/Ex-Centric: Africa in and out of Africa, in collaborazione con Olu Oguibe, XLIX Esposizione internazionale d'arte di Venezia, 2001
- Unpacking Europe, Museum Boijmans Van Beuningen di Rotterdam, 2001-2002
- 3X3: Three Artists, Three Projects, 2004. All'interno del programma parallelo della Biennale di Dakar del 2004
- Shatat: Arab Diaspora Women Artists, CU Art Galleries, University of Colorado at Boulder, 2004

### Pubblicazioni
Oltre ad essere curatore o co-curatore dei cataloghi e delle pubblicazioni associate alle sue mostre (tra i quali Authentic/Ex-Centric: Conceptualism in Contemporary African Art, Unpacking Europe, Gendered Visions: The Art of Contemporary Africana Women Artists del 1997, Art and Islamic Literacy Among the Hausa of Northern Nigeria del 1992), Salah Hassan è co-curatore insieme a Philip Altbach di The Muse of Modernity: Essays on Culture as Development in Africa del 1996. Ha contribuito a numerosi cataloghi e raccolte di saggi (tra le quali The Art of African Fashion del 1998, Women, Patronage, and Self-Representation in Islamic Societies a cura di D. Fairchild Ruggles del 1999, Reading the Contemporary: African Art from Theory to Marketplace a cura di Olu Oguibe e Okwui Enwezor del 1999) e riviste internazionali. È cofondatore e direttore della rivista "NKA: Journal of Contemporary African Art" ed è consulente delle riviste "African Arts" e "Atlantica Revista de Arte y Pensamiento". Nel 1992 è autore di Art and Islamic Literacy among the Housa of Northern Nigeria (Edwin Mellen Press).